# Субсидіарне застосування законодавства
Субсидіарне застосування норм права (у значенні різновиду аналогії закону) — це засіб подолання прогалин у законодавстві, який полягає у вирішенні конкретної справи на підставі залучення правових норм, що регулюють подібну ситуацію з іншої, найбільш близької галузі права.
Субсидіарне застосування норм права (у значенні самостійного інституту, окремого від аналогії закону) — це застосування норм одного інституту або галузі права до відносин, що регулюються іншим інститутом або галуззю права.
Не зважаючи на те, як розглядається субсидіарне застосування норм права — як самостійний інститут чи як аналогія закону, воно є необхідним інструментом в діяльності правозастосовця, оскільки допомагає йому реалізовувати право кожного на правосуддя.
З огляду на наявність протиріч у визначенні субсидіарного застосування норм права, це питання залишається об'єктом дискусії теорії права.

## Підходи до розуміння субсидіарного застосування норм права
Є два підходи до розуміння субсидіарного застосування норм права, вони відрізняються тим, що в одному випадку субсидіарне застосування норм права розглядається як засіб подолання прогалин у законодавстві, а в іншому — як засіб економії нормативного матеріалу.

### Субсидіарне застосування права—аналогія закону
Щодо розуміння субсидіарного застосування як аналогії закону, серед вчених є два підходи:
1)Субсидіарне застосування норм права, як інструмент подолання прогалин в законодавстві науковцями іноді ототожнюється з аналогією закону. Мається на увазі застосування норм однієї галузі права до відносин, які є предметом регулювання іншої галузі, тобто мова йде про міжгалузеву аналогію, яка можлива тоді, коли прогалини виявляються в одній галузі(інституті), а застосовуються за аналогією норми іншої галузі(інституту). Крім того це можливе лише між суміжними галузями, які ідентичні за своїм характером і взаємопов'язані, внаслідок чого їхні принципи і методи правового регулювання є близькими;
Судова практика колишнього СРСР підтвердила, що це є аналогія закону. Так, судова колегія по цивільних справах Верховного Суду СРСР вказала нижчестоящим судам: «Оскільки Примірний статут колгоспу і інші нормативні акти, не регламентують питання про укладання договорів про повну матеріальну відповідальність з колгоспниками, яким довірені товарно-матеріальні цінності, — при вирішенні таких справ судам слід керуватись нормами в субсидіарному порядку за аналогією з законодавством про працю».
Подібну позицію у своїх працях висвітлює, зокрема, Поленіна С. В., яка вважає, що необхідно розмежовувати аналогію закону і субсидіарне застосування норм права, оскільки перша сферою дії має певну галузь, а останнє передбачає застосування норм однієї галузі до суміжної.
Цієї ж точки зору дотримується В. І. Лєушин, який відносив субсидіарне застосування норм права до аналогії закону, «але на більш високому рівні», оскільки необхідним є не тільки встановлення спільності у суспільних відносинах, а й у методах правового регулювання цих відносин, чого не вимагає аналогія закону.
2) При будь-якій аналогії закону певна норма, яку застосовують таким чином, отримує не властиве їй, «неприродне», додаткове навантаження, субсидіарну сферу дії. Тобто будь-яка аналогія закону передбачає субсидіарне застосування відповідної норми.

### Субсидіарне застосування норм права— самостійний інститут
Субсидіарне застосування норм права- технічний прийом, під час якого законодавець свідомо умовчує про ті відносини, які є добре врегульованими в іншій чи в цій же галузі, що допомагає економити нормативний матеріал (фактично мова йде про те, що коли є можливість застосовувати закріплене в інших галузях, то немає сенсу приймати нові норми)
Теоретичним підґрунтям субсидіарного застосування є системність права, його поділ на взаємозалежні галузі та інститути, генетичні зв'язки між галузями права. Так, сімейне право виділилося в самостійну галузь з цивільного права і в зв'язку з подібністю регулювання суспільних відносин і методу правового регулювання перебуває у тісному зв'язку з ним. У Сімейному Кодексі України, зокрема, закріплюється, що правозастосувач повинен керуватися положеннями норм цивільного права, які встановлюють строки задавнення позову. Окрім того, загальні положення і норми цивільного права України застосовуються до:
1) відносин, що регулюються трудовим правом, якщо ті чи інші питання не врегульовані трудовим законодавством;
2) регулювання відносин, які виникають у зв'язку з охороною довкілля, якщо вони не врегульовані екологічним законодавством;
3) відносин, що регулюються сімейним законодавством, якщо ті чи інші питання ним не врегульовані.
Іноді, субсидіарне застосування норм цивільного права заборонене самим законодавцем, а в інших випадках, незважаючи на відсутність прямої заборони в законодавстві, воно недопустиме.
Одним з вчених, що погоджуються з тим, що сзнп є самостійним інститутом є К. І. Спектор, що в своїх працях вказував на певні відмінності між аналогією права і субсидіарним застосуванням норм права. По-перше, субсидіарне застосування, на відміну від аналогії закону, є стабільним, безпосередньо встановленим законодавцем. По-друге, субсидіарне застосування норм права здійснюється безпосередньо за волею законодавця, який у певній правовій нормі вводить спеціальні відсилання до інших норм, що регулюють подібні відносини.
Подібну думку намагався сформулювати у своїх працях В. В. Фідаров, який наголошував, що субсидіарне застосування норм права це не спосіб і не засіб подолання прогалин в праві, його дія характеризується тим, що правові норми, окрім безпосереднього регулювання суспільних відносин, несуть додаткове навантаження і набувають субсидіарної властивості.

### Види субсидіарного застосування норм права
Субсидіарне застосування правових норм, як правило, закріплене в законі, але існують випадки коли субсидіарне застосування норм права законом прямо не передбачене. В залежності від цього виокремлюють два види субсидіарного застосування норм права: а)санкціоноване субсидіарне застосування норм права;
б)субсидіарне застосування норм права за мовчазною згодою.
В санкціонованому субсидіарному застосуванні норм права можна виділити два підвиди: 1) правозастосовець відсилається законодавцем до конкретно-визначеної галузі права; 2) правозастосовець має право вибору до якого нормативного акту звертатись, так як законодавець не визначає конкретну галузь на положення якої слід посилатись.
При субсидіарному застосуванні норм права за умовчуванням законодавець не вказує ні на галузь права, ні на систему законодавства в цілому, внаслідок чого виникає складність виявлення «мовчазної згоди» законодавця на таке застосування норм.

### Умови субсидіарного застосування норм права
До загальних умов застосування норм у субсидіарному порядку належать такі:
1.Неврегулюваність суспільних відносин тією галуззю законодавства до якої вони належать та наявність відповідних приписів у суміжній галузі.
2.Наявність діючого законодавства, в якому законодавець передбачає можливість чи прямо не забороняє регулювання відносин за допомогою застосування норм у субсидіарному порядку;
3.Необхідність враховувати загальні принципи і положення, які лежать в основі відповідних галузей, беручи до уваги відносну самостійність останніх в питанні регулювання суспільних відносин;
4. суспільні відносини, що підлягають врегулюванню і ті, що вже врегульовані, повинні характеризуватися подібністю, ця подібність також має бути і в методах правового регулювання;
5. Субсидіарне застосування норм права можливе лише в випадку схожості ознак відповідної ситуації ознакам, передбаченим нормою права.